# 普雷切尼科
普雷切尼科（義大利語：Precenicco），是意大利乌迪内省的一个市镇。总面积26平方公里，人口1506人，人口密度57.9人/平方公里（2009年）。ISTAT代码为030082。